# 胸膜炎
胸膜炎（Pleurisy）是指圍繞於肺部及胸腔內側的黏膜（胸膜）發炎。這會導致呼吸時急劇的胸痛。其他症狀取決於潛在的病因，可能包括呼吸短促、咳嗽、發燒或體重減輕。有時疼痛可能是持續的鈍痛。
最常見的原因是病毒感染。其他原因包括肺炎、肺栓塞、自體免疫性疾病、肺癌、心臟手術後、胰臟炎、胸部創傷和石棉沉著症，有時原因仍然是未知的。主要的機轉是胸膜互相摩擦而非平順的滑動。其他可能產生類似症狀的病症包括心包炎、心肌梗塞、膽囊炎和氣胸。診斷包括胸部X光檢查，心電圖（ECG）和血液檢查。
治療取決於根本原因。乙醯氨酚和布洛芬可用於幫助緩解疼痛。建議可以使用誘發性肺量計來促進呼吸。在美國每年大約有一百萬人受到影響。希波克拉底早在公元前400年就已經描述過此病症。